# Interferon gamma
Interferon gamma (IFNγ) là một cytokine dimerized tan đó là thành viên duy nhất của lớp loại II của interferon. Sự tồn tại của interferon này, mà trong lịch sử của nó được biết đến như là interferon miễn dịch, được mô tả bởi EF Wheelock là một sản phẩm của bạch cầu người được kích thích bằng phytohemagglutinin và bởi những người khác là sản phẩm của tế bào lympho kích thích kháng nguyên  hoặc Các tế bào lympho phúc mạc chuột nhạy cảm với tuberculin  thử thách với PPD; các chất nổi trội đã được chứng minh là có tác dụng ức chế sự phát triển của virut viêm miệng mụn nước. Những báo cáo này cũng bao gồm các quan sát cơ bản trong thử nghiệm phát hành interferon gamma hiện đang được sử dụng rộng rãi được sử dụng để kiểm tra bệnh lao. Ở người, protein IFNγ được mã hóa bởi gen IFNG.

## Chức năng
IFNγ, hoặc interferon loại II, là một cytokine rất quan trọng đối với khả năng miễn dịch bẩm sinh và thích nghi chống lại virus, một số bệnh nhiễm trùng do vi khuẩn và protozoal. IFNγ là một chất kích hoạt quan trọng của đại thực bào và chất cảm ứng của biểu hiện phân tử phức hợp tương hợp mô học chính (MHC) loại II. Biểu hiện IFN Aber của Aberrant có liên quan đến một số bệnh tự động và viêm tự miễn. Tầm quan trọng của IFNγ trong hệ thống miễn dịch xuất phát một phần từ khả năng ức chế sự nhân lên của virus trực tiếp và quan trọng nhất là từ tác dụng kích thích miễn dịch và điều hòa miễn dịch. IFNγ được sản xuất chủ yếu bởi các tế bào giết người tự nhiên (NK) và tế bào T (NKT) tự nhiên như là một phần của phản ứng miễn dịch bẩm sinh, và bởi các tế bào T tế bào lympho T tế bào lympho T (CTL) CD4 Th1 khi tế bào miễn dịch kháng nguyên phát triển. IFNγ cũng được sản xuất bởi các tế bào bạch huyết bẩm sinh không gây độc tế bào (ILC), một họ các tế bào miễn dịch được phát hiện lần đầu tiên vào đầu những năm 2010.

## Kết cấu
Các monome IFNγ bao gồm một lõi gồm sáu chuỗi xoắn ốc và một chuỗi mở rộng mở rộng trong vùng đầu C. Điều này được thể hiện trong các mô hình cấu trúc dưới đây. Các xoắn ốc α trong lõi của cấu trúc được đánh số từ 1 đến 6. 

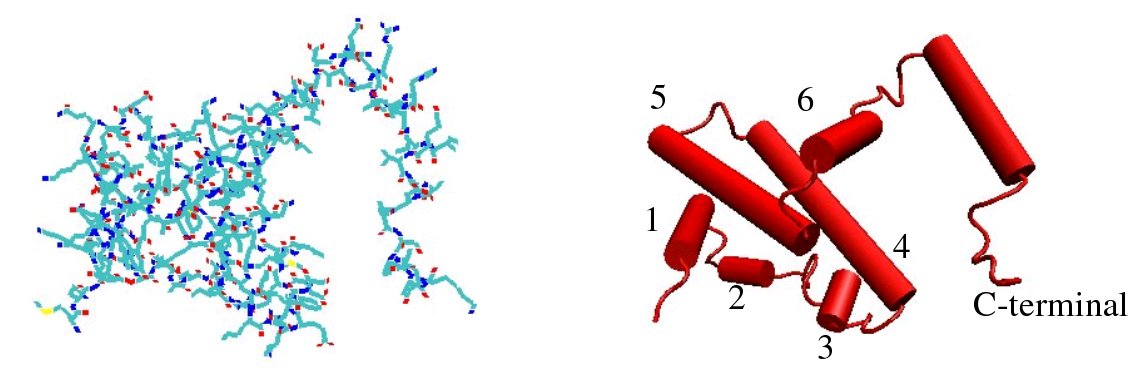
Hình 1. Đại diện dòng và phim hoạt hình của một monome IFNγ.

Các dimer hoạt động sinh học được hình thành bằng cách khóa xen kẽ chống song song của hai monome như dưới đây. Trong mô hình hoạt hình, một monome được hiển thị màu đỏ, còn lại có màu xanh lam. 

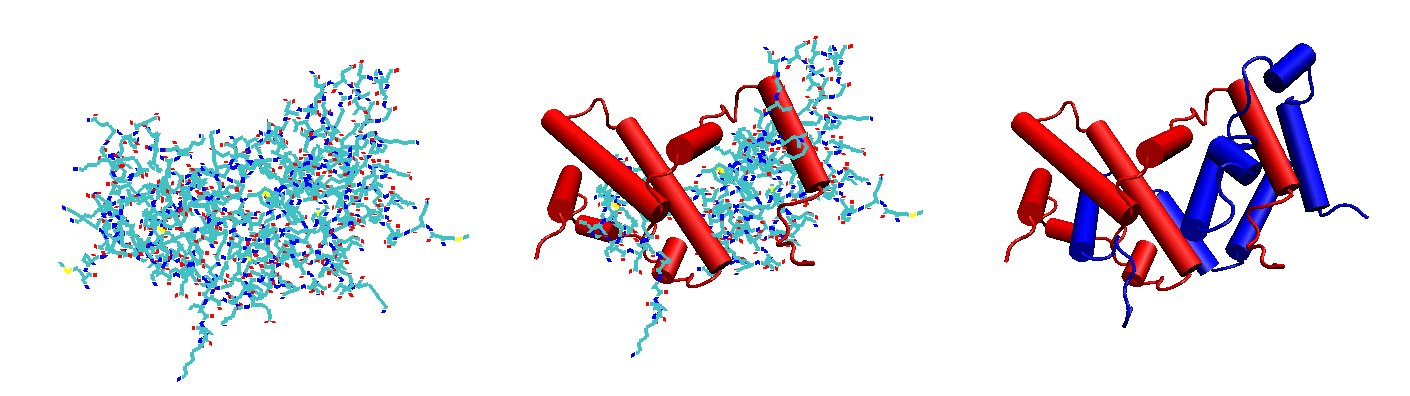
Hình 2. Đại diện dòng và phim hoạt hình của một dimer IFNγ.

## Liên kết Receptor

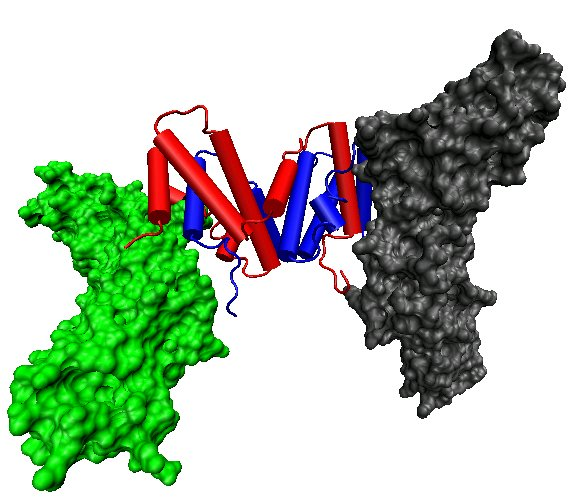
Hình 3. IFN dimer tương tác với hai phân tử thụ thể IFNGR1.

Phản ứng của tế bào với IFNγ được kích hoạt thông qua tương tác của nó với thụ thể dị thể bao gồm thụ thể gamma Interferon 1 (IFNGR1) và thụ thể gamma Interferon 2 (IFNGR2). IFNγ liên kết với thụ thể kích hoạt con đường JAK-STAT. IFNγ cũng liên kết với glycosaminoglycan heparan sulfat (HS) ở bề mặt tế bào. Tuy nhiên, trái ngược với nhiều protein liên kết heparan sulfate khác, trong đó liên kết thúc đẩy hoạt động sinh học, sự gắn kết IFNγ với HS ức chế hoạt động sinh học của nó.
Các mô hình cấu trúc thể hiện trong hình 1-3 cho IFNγ  đều được rút ngắn tại C-termini của chúng bằng 17 amino acid. IFNγ có chiều dài đầy đủ là 143 amino acid dài, các mô hình là 126 amino acid dài. Ái lực đối với heparan sulfate chỉ nằm trong chuỗi 17 amino acid bị xóa. Trong chuỗi 17 amino acid này có hai cụm amino acid cơ bản được gọi lần lượt là D1 và D2. Heparan sulfate tương tác với cả hai cụm này. Trong trường hợp không có heparan sulfate, sự hiện diện của trình tự D1 làm tăng tốc độ hình thành phức hợp thụ thể IFNγ. Tương tác giữa cụm amino acid D1 và thụ thể có thể là bước đầu tiên trong sự hình thành phức tạp. Bằng cách liên kết với D1 HS có thể cạnh tranh với thụ thể và ngăn chặn các phức hợp thụ thể hoạt động hình thành.
Ý nghĩa sinh học của tương tác heparan sulfates với IFNγ là không rõ ràng; tuy nhiên, liên kết của cụm D1 với HS có thể bảo vệ nó khỏi sự phân tách protein.

## Hoạt động sinh học
IFNγ được tiết ra bởi các tế bào T trợ giúp (cụ thể là tế bào T h 1), tế bào T gây độc tế bào (tế bào T C), đại thực bào, tế bào biểu mô niêm mạc và tế bào NK. IFNγ là interferon loại II duy nhất và nó khác biệt về mặt huyết thanh với interferon loại I; nó không bền với axit, trong khi các biến thể loại I ổn định axit.
IFNγ có đặc tính chống vi rút, điều hòa miễn dịch và chống khối u. Nó thay đổi phiên mã trong tối đa 30 gen tạo ra nhiều phản ứng sinh lý và tế bào. Trong số các hiệu ứng là:
- Thúc đẩy hoạt động của tế bào NK
- Tăng trình diện kháng nguyên và hoạt động lysosome của đại thực bào.
- Kích hoạt synthase oxit cảm ứng (iNOS)
- Gây ra sự sản xuất IgG2a và IgG3 từ các tế bào B huyết tương hoạt hóa
- Làm cho các tế bào bình thường tăng biểu hiện của các phân tử MHC lớp I cũng như MHC lớp II trên các tế bào trình diện kháng nguyên — đặc biệt, thông qua việc tạo ra các gen xử lý kháng nguyên, bao gồm cả các tiểu đơn vị của immunoproteasome (MECL1, LMP2, LMP7), cũng như TAP và ERAAP ngoài khả năng điều chỉnh trực tiếp chuỗi nặng MHC và B2-microglobulin
- Thúc đẩy sự kết dính và ràng buộc cần thiết cho việc di chuyển bạch cầu
- Gây ra sự biểu hiện của các yếu tố phòng vệ nội tại — ví dụ, liên quan đến retrovirus, các gen liên quan bao gồm TRIM5alpha, APOBEC và Tetherin, đại diện cho các hiệu ứng chống vi-rút trực tiếp

IFNγ là cytokine chính xác định các tế bào T h 1: Các tế bào T h 1 tiết ra IFNγ, từ đó làm cho các tế bào CD4 + không phân biệt (các tế bào) phân biệt thành các tế bào T h 1 , thể hiện một vòng phản hồi tích cực — trong khi triệt tiêu sự khác biệt của tế bào T h 2. (Các cytokine xác định tương đương cho các tế bào khác bao gồm IL-4 cho các tế bào T h 2 và IL-17 cho các tế bào Th17.)
Tế bào NK và tế bào T gây độc tế bào CD8 + cũng tạo ra IFNγ. IFNγ ngăn chặn sự hình thành hủy xương bằng cách làm suy giảm nhanh chóng protein bộ điều hợp RANK TRAF6 trong đường dẫn tín hiệu RANK - RANKL, điều này sẽ kích thích sản xuất NF-B.

### Hoạt động trong sự hình thành u hạt
Bệnh u hạt là cách cơ thể đối phó với một chất mà nó không thể loại bỏ hoặc khử trùng. Các nguyên nhân truyền nhiễm của u hạt (nhiễm trùng thường là nguyên nhân phổ biến nhất của u hạt) bao gồm bệnh lao, bệnh phong, histoplasmosis, cryptococcosis, coccidioidomycosis, blastomycosis và toxoplasmosis. Ví dụ về các bệnh u hạt không nhiễm trùng là sarcoidosis, bệnh Crohn, berylliosis, viêm động mạch tế bào khổng lồ, bệnh u hạt với viêm polyangi, bệnh u hạt bạch cầu eosin với viêm polyangi, bệnh thấp khớp phổi và viêm màng phổi. Sinh lý bệnh truyền nhiễm của u hạt được thảo luận chủ yếu ở đây.
Mối liên hệ chính giữa IFNγ và u hạt là IFNγ kích hoạt các đại thực bào để chúng trở nên mạnh hơn trong việc tiêu diệt các sinh vật nội bào. Kích hoạt đại thực bào bằng IFNγ từ các tế bào trợ giúp T h 1 trong nhiễm trùng mycobacterial cho phép các đại thực bào vượt qua sự ức chế sự trưởng thành phagolysosome do mycobacteria gây ra (để sống trong các đại thực bào). Những bước đầu tiên trong quá trình hình thành u hạt do IFNγ là kích hoạt các tế bào trợ giúp T h 1 bằng các đại thực bào giải phóng IL-1 và IL-12 với sự hiện diện của mầm bệnh nội bào và trình diện các kháng nguyên từ các mầm bệnh đó. Tiếp theo, các tế bào trợ giúp T h 1 tổng hợp xung quanh các đại thực bào và giải phóng IFNγ, kích hoạt các đại thực bào. Việc kích hoạt thêm các đại thực bào gây ra một chu kỳ tiêu diệt thêm vi khuẩn nội bào và trình diện thêm các kháng nguyên đối với các tế bào trợ giúp T h 1 với việc phát hành thêm IFNγ. Cuối cùng, các đại thực bào bao quanh các tế bào trợ giúp T h 1 và trở thành các tế bào giống như nguyên bào sợi ngăn chặn sự lây nhiễm.

### Hoạt động khi mang thai
Tế bào tử cung tự nhiên (NK) tiết ra các chất hóa học cao, chẳng hạn như IFNγ. IFNγ làm giãn và làm khô các bức tường của các động mạch xoắn ốc của mẹ để tăng cường lưu lượng máu đến vị trí cấy ghép. Sự tái tạo này hỗ trợ cho sự phát triển của nhau thai khi nó xâm chiếm tử cung trong nhiệm vụ tìm kiếm chất dinh dưỡng. IFNγ chuột knockout thất bại để bắt đầu sửa đổi do thai kỳ bình thường của động mạch decidual. Những mô hình này hiển thị số lượng tế bào hoặc hoại tử thấp bất thường của decidua.

## Sản xuất
Gamma interferon tái tổ hợp của con người, như một dược phẩm sinh học đắt tiền, đã được thể hiện trong các hệ thống biểu hiện khác nhau bao gồm prokaryotic, protozoan, nấm (nấm men), tế bào thực vật, côn trùng và động vật có vú. Gamma interferon của con người thường được biểu hiện bằng Escherichia coli, được bán trên thị trường với tên ACTIMMUNE®, tuy nhiên, sản phẩm tạo ra của hệ thống biểu hiện prokaryote không bị glycosyl hóa với thời gian bán hủy ngắn trong máu sau khi tiêm; quá trình thanh lọc từ hệ thống biểu hiện vi khuẩn cũng rất tốn kém. Các hệ thống biểu hiện khác như Pichia pastoris không cho thấy kết quả khả quan về năng suất.

## Sử dụng trị liệu
Interferon-1b được Cục Quản lý Thực phẩm và Dược phẩm Hoa Kỳ chấp thuận để điều trị bệnh u hạt mạn tính  và loãng xương.
Nó đã không được chấp thuận để điều trị xơ phổi vô căn (IPF). Năm 2002, nhà sản xuất InterMune đã phát hành một thông cáo báo chí nói rằng dữ liệu giai đoạn III đã chứng minh lợi ích sống sót trong IPF và giảm 70% tỷ lệ tử vong ở những bệnh nhân mắc bệnh từ nhẹ đến trung bình. Bộ Tư pháp Hoa Kỳ buộc tội rằng bản phát hành có chứa các tuyên bố sai lệch và gây hiểu lầm. Giám đốc điều hành của InterMune, Scott Harkonen, bị buộc tội thao túng dữ liệu thử nghiệm, đã bị kết án vào năm 2009 về tội gian lận dây điện, và đã bị kết án phạt tiền và dịch vụ cộng đồng. Harkonen đã kháng cáo bản án của mình lên Tòa phúc thẩm Hoa Kỳ cho Vòng thứ chín, và bị mất.
Nó đang được nghiên cứu tại Bệnh viện Nhi đồng Philadelphia để điều trị chứng mất điều hòa của Friedreich.
Mặc dù chưa được phê duyệt chính thức, Interferon-cũng đã được chứng minh là có hiệu quả trong điều trị bệnh nhân viêm da dị ứng từ trung bình đến nặng.

## Sử dụng tiềm năng trong liệu pháp miễn dịch
Interferon gamma chưa được phê duyệt để điều trị trong bất kỳ liệu pháp miễn dịch ung thư. Tuy nhiên, khả năng sống sót được cải thiện đã được ghi nhận khi Interferon gamma được dùng cho bệnh nhân ung thư biểu mô bàng quang và ung thư hắc tố. Kết quả hứa hẹn nhất đã đạt được ở những bệnh nhân ung thư biểu mô buồng trứng giai đoạn 2 và 3. Nghiên cứu in vitro về IFN-gamma trong các tế bào ung thư được mở rộng hơn và kết quả cho thấy hoạt động chống tăng sinh của IFN-gamma dẫn đến ức chế tăng trưởng hoặc chết tế bào, thường được gây ra bởi apoptosis nhưng đôi khi do tự thực bào. Ngoài ra, đã có báo cáo rằng glycosyl hóa động vật có vú của interferon gamma tái tổ hợp của con người, thể hiện trong HEK293, cải thiện hiệu quả điều trị của nó so với dạng không điều hòa được biểu hiện trong E. coli.

## Tương tác
Interferon-đã được chứng minh là tương tác với thụ thể gamma Interferon 1.

### Bệnh tật
Interferon-đã được chứng minh là một nhân tố quan trọng trong phản ứng miễn dịch chống lại một số mầm bệnh nội bào, bao gồm cả bệnh Chagas. Nó cũng đã được xác định là có vai trò trong viêm da tiết bã.

## Quy định
Có bằng chứng cho thấy biểu hiện interferon-gamma được điều chỉnh bởi một yếu tố giả trong 5 'UTR của nó. Cũng có bằng chứng cho thấy interferon-gamma được điều chỉnh trực tiếp hoặc gián tiếp bởi các microRNA: miR-29. Hơn nữa, có bằng chứng cho thấy biểu hiện interferon-gamma được điều hòa thông qua GAPDH trong các tế bào T. Sự tương tác này diễn ra trong 3'UTR, trong đó sự ràng buộc của GAPDH ngăn cản việc dịch chuỗi mRNA.